# Maria von Tecklenburg

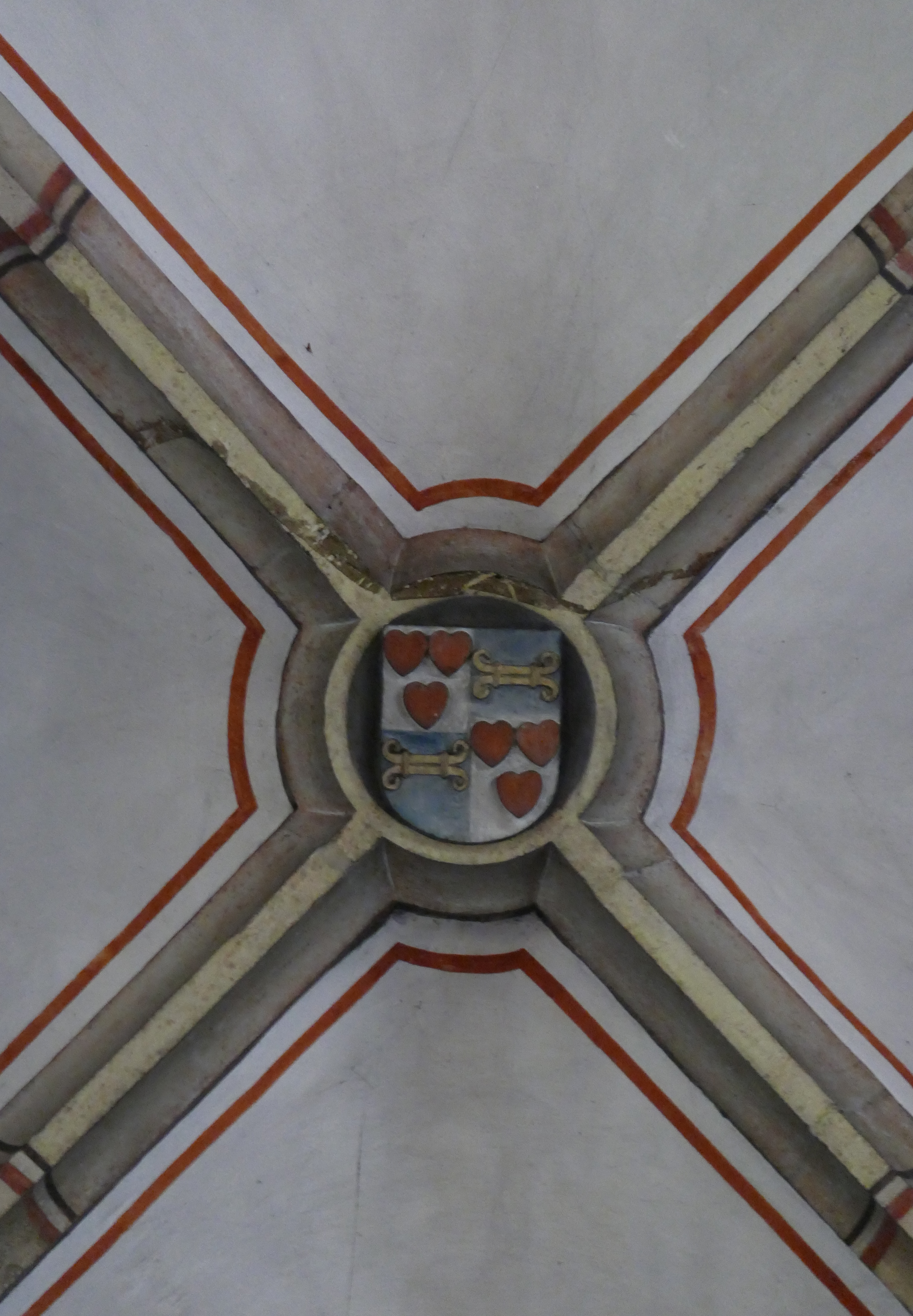
Wappen der Maria von Tecklenburg in einem Schlussstein der Stiftskirche

Maria von Tecklenburg († 5. November 1527) war Äbtissin im Stift Freckenhorst.

## Leben

### Herkunft und Familie
Als Tochter des Grafen Otto VII. von Tecklenburg und seiner zweiten Ehefrau Adelheid von Plesse gehörte Maria von Tecklenburg dem westfälischen Uradel an. Ihre Großeltern waren Nikolaus II. von Tecklenburg und Anna von Moers, Tochter des Grafen Friedrich von Moers. Marias Schwester Lisa war Äbtissin im Stift Gerresheim, ihre Tante Anna von Plesse von 1433 bis 1456 Äbtissin in Freckenhorst.

### Werdegang und Wirken
Mit Marias Amtsübernahme entstand ein Jahre währender Streit. Ihre Vorgängerin Bonizeth von Isenburg behauptete, sie sei vom Freckenhorster Konvent aus dem Amt gedrängt worden, während Marias Seite von einem Verzicht ausging. Der Bischof stellte am 18. April 1474 fest, dass die von Bonizeth vorgetragenen Beschuldigungen haltlos und unberechtigt seien. Am 7. Juni 1482 wurde ein Vergleich geschlossen, mit dem Maria an Bonizeth jährlich 32 Goldgulden zu zahlen und sonstige Naturalien zu leisten hatte. Bonizeth hatte im Laufe des Verfahrens auch eine Klage bei der Kurie eingereicht. Daraufhin wurde über die Abtei Freckenhorst und Maria die Exkommunikation ausgesprochen. Erst mit der Aufhebung durch Papst Innozenz VIII. und Verkündung dieses Beschlusses am 17. Juni 1485 durch den Domdechanten Otto von Korff war der Streit beigelegt.
Im Jahre 1495 ist das Augustinerkloster formal in ein freiweltliches Kloster umgewandelt worden, wobei die Zustände bereits über längere Zeit währten. Sie waren Ausdruck eines im 15. Jahrhundert einsetzenden Trends. Die Frauenstifte verloren immer mehr ihre innere Beziehung zu den Gründungsidealen; die Pfründen standen immer mehr im Vordergrund.
Diese Geisteshaltung ist kennzeichnend für den Bau einer neuen Abtei, den Maria vorantrieb. Die Gemeinschaft mit dem Konvent wurde baulich wesentlich gelockert.
Die in Westfalen einsetzende lutherische Reformation hinterließ in Freckenhorst zunächst keine erkennbaren Spuren, denn Maria stand fest auf dem Boden der alten Kirche.

### Sonstiges
Die Familie von Tecklenburg schloss sich im Jahre 1527, als Maria starb, als erste westfälische Grafenfamilie der lutherischen Lehre an.